# Nori (korszak)
A nori a késő triász földtörténeti kor három korszaka közül a középső, amely kb. 227 millió évvel ezelőtt kezdődött a karni korszak után, és kb. 208,5 myával ezelőtt ért véget, a rhaeti korszak előtt.
Nevét a Nori-Alpokról kapta. Az elnevezést először Mojsisovics Ödön osztrák geológus használta, 1869-ben.

## Meghatározása
A korszak a Nemzetközi Rétegtani Bizottság meghatározása szerint a Klamathites macrolobatus vagy a Stikinoceras kerri ammoniteszek, illetve a Metapolygnathus communisti vagy Metapolygnathus primitius konodonták elterjedésével kezdődik. A norit követő rhaeti korszak kezdetét a Cochloceras amoenum vagy a Sagenites reticulatus ammoniteszek első megjelenése jelzi.